# تصفيات كأس العالم 2010
تصفيات تتنافس فيها منتخبات وطنية من أجل التأهل إلى بطولة كأس العالم لكرة القدم 2010 في جنوب أفريقيا. جميع الاتحادات القارية وهي: الاتحاد الآسيوي لكرة القدم، الاتحاد الأفريقي لكرة القدم، اتحاد أمريكا الشمالية لكرة القدم، اتحاد أمريكا الجنوبية لكرة القدم، اتحاد أوقيانوسيا لكرة القدم، والاتحاد الأوروبي لكرة القدم تتنافس على عدد معين من البطاقات الاثنتي والثلاثون المؤهلة للبطولة. شارك في التصفيات 205 منتخب وطني بالإضافة إلى مستضيف البطولة جنوب أفريقيا. بدأت التصفيات في 25 أغسطس 2007 وانتهت في 18 نوفمبر 2009. تم تسجيل 2337 هدف في 848 مباراة.

## المشاركون
بحلول 15 أغسطس 2007 وافق 204 اتحاد وطني لكرة القدم على المشاركة في التصفيات: 203 من أصل 207 أعضاء في الاتحاد الدولي لكرة القدم (بما فيهم المستضيف جنوب أفريقيا) والجبل الأسود الذي أصبح بعدها العضو رقم 208 . الرقم الحالي لهذه التصفيات حطم الرقم القياسي المسجل في تصفيات بطولة 2002 بـ199 منتخب وطني مشارك. 4 منتخبات فشلت في خوض التصفيات وجميعها تنتمي للاتحاد الآسيوي لكرة القدم وهي: بوتان، بروناي، لاوس، والفليبين. 

بعد نهاية فترة التسجيل تم السماح لبوتان بالمشاركة في الدور الأول في تصفيات آسيا بينما تم رفض طلبي بروناي والفليبين. 

على الرغم من ذلك فقد أعلن 5 منتخبات الانسحاب بعد بداية التصفيات وهي: بوتان، جمهورية أفريقيا الوسطى، إرتيريا، غوام، وساو تومي وبرينسيبي. بالإضافة إلى أن منتخب بابوا غينيا الجديدة فشل في التسجيل في مسابقة كرة القدم في دورة ألعاب جنوب المحيط الهادي والتي تعتبر الدور الأول من تصفيات أوقيانوسيا.

## المنتخبات المتأهلة

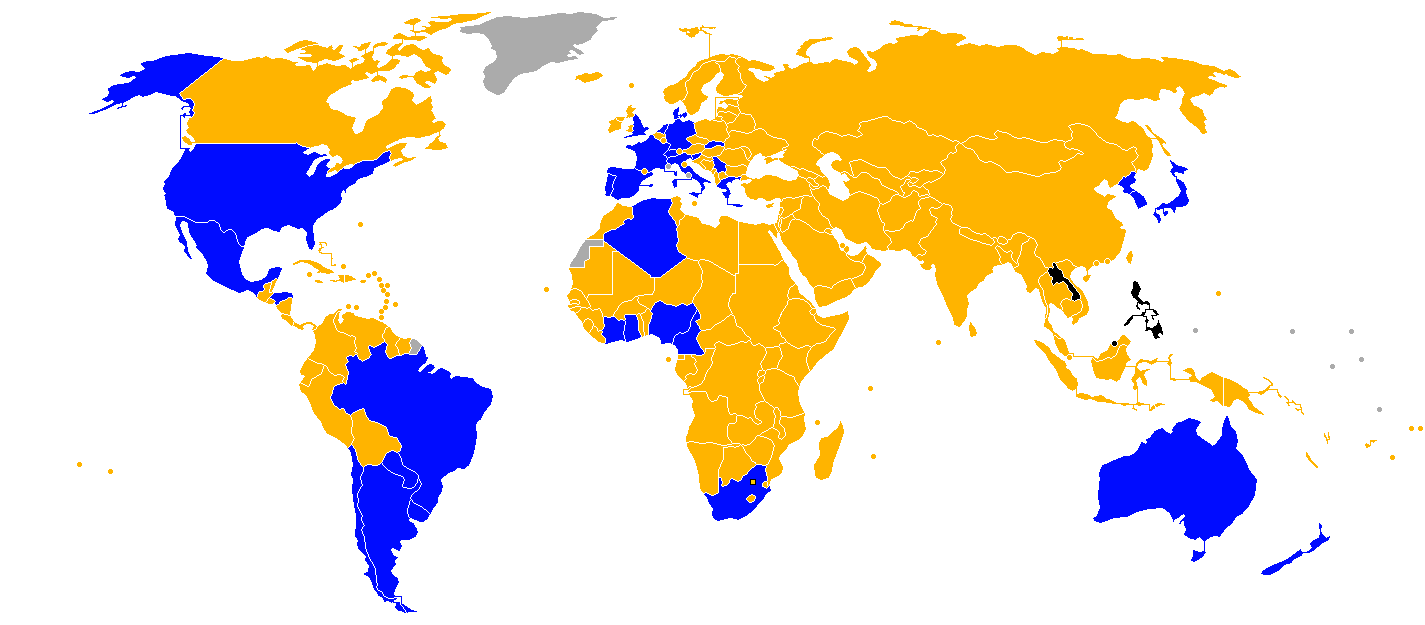
حالة التأهل
منتخبات تأهلت إلى بطولة كأس العالم
منتخبات فشلت في التأهل إلى بطولة كأس العالم
منتخبات لم تشارك في التصفيات
منتخبات لا تنتمي إلى الاتحاد الدولي لكرة القدم

المنتخبات الإثني والثلاثين التي تأهلت إلى بطولة كأس العالم هي:
| المنتخب          | متأهل بوصفه                     | تاريخ التأهل   | الظهور في النهائيات | المرات المتتالية  | أفضل نتيجة                             | تصنيف الفيفا1 |
| ---------------- | ------------------------------- | -------------- | ------------------- | ----------------- | -------------------------------------- | ------------- |
| جنوب إفريقيا     | المستضيف                        | 15 مايو 2004   | 3                   | 1 (الأخيرة: 2002) | الدور الأول (1998, 2002)               | 85            |
| نيوزيلندا        | الملحق القاري                   | 14 نوفمبر 2009 | 2                   | 1 (الأخيرة: 1982  | الدور الأول (1982)                     | 83            |
| اليابان          | وصيف المجموعة الأولى الآسيوية   | 6 يونيو 2009   | 4                   | 4                 | الدور الثمن النهائي (2002)             | 40            |
| أستراليا         | متصدر المجموعة الأولى الآسيوية  | 6 يونيو 2009   | 3                   | 2                 | الدور الثمن النهائي (2006)             | 24            |
| كوريا الجنوبية   | متصدر المجموعة الثانية الآسيوية | 6 يونيو 2009   | 8                   | 7                 | المركز الرابع في (2002)                | 48            |
| كوريا الشمالية   | وصيف المجموعة الثانية الآسيوية  | 17 يونيو 2009  | 2                   | 1 (الأخيرة: 1966) | المركز الرابع في (2002)                | 91            |
| البرازيل         | متصدر مجموعة أمريكا الجنوبية    | 5 سبتمبر 2009  | 19                  | 19                | بطل (1958, 1962, 1970, 1994, 2002)     | 1             |
| باراغواي         | ثالث مجموعة أمريكا الجنوبية     | 9 سبتمبر 2009  | 8                   | 4                 | الدور الثمن النهائي (1986, 1998, 2002) | 21            |
| تشيلي            | وصيف مجموعة أمريكا الجنوبية     | 10 أكتوبر 2009 | 8                   | 1 (الأخيرة: 1998) | المركز الثالث (1962)                   | 17            |
| الأرجنتين        | رابع مجموعة أمريكا الجنوبية     | 14 أكتوبر 2009 | 15                  | 10                | بطل (1978 ، 1986)                      | 6             |
| الأوروغواي       | الملحق القاري                   | 18 نوفمبر 2009 | 11                  | 1 (الأخيرة: 2002  | بطل (1930 ، 1950)                      | 25            |
| غانا             | بطل المجموعة الرابعة الأفريقية  | 6 سبتمبر 2009  | 2                   | 4                 | الدور الثمن النهائي (2006)             | 38            |
| ساحل العاج       | بطل المجموعة الخامسة الأفريقية  | 10 أكتوبر 2009 | 2                   | 2                 | الدور الأول (2006)                     | 19            |
| نيجيريا          | بطل المجموعة الثانية الأفريقية  | 14 نوفمبر 2009 | 4                   | 1 (الأخيرة: 2002  | الدور الثمن النهائي (1994)             | 32            |
| الكاميرون        | بطل المجموعة الأولى الأفريقية   | 14 نوفمبر 2009 | 6                   | 1 (الأخيرة: 2002  | الدور الربع النهائي (1990)             | 14            |
| الجزائر          | بطل المجموعة الثالثة الأفريقية  | 18 نوفمبر 2009 | 3                   | 1 (الأخيرة: 1986  | الدور الأول (1982 ، 1986)              | 29            |
| المكسيك          | وصيف مجموعة أمريكا الشمالية     | 10 أكتوبر 2009 | 14                  | 5                 | الدور الربع النهائي (1970 ، 1986)      | 18            |
| الولايات المتحدة | بطل مجموعة أمريكا الشمالية      | 10 أكتوبر 2009 | 9                   | 6                 | المركز الثالث (1930)                   | 11            |
| هندوراس          | ثالث مجموعة أمريكا الشمالية     | 14 أكتوبر 2009 | 2                   | 1 (الأخيرة: 1982  | الدور الأول (1982)                     | 35            |
| هولندا           | بطل المجموعة التاسعة الأوروبية  | 6 يونيو 2009   | 9                   | 2                 | وصيف (1974, 1978)                      | 3             |
| إنجلترا          | بطل المجموعة السادسة الأوروبية  | 9 سبتمبر 2009  | 13                  | 4                 | بطل (1966)                             | 7             |
| إسبانيا          | بطل المجموعة الخامسة الأوروبية  | 9 سبتمبر 2009  | 13                  | 9                 | المركز الرابع (1950)                   | 2             |
| ألمانيا          | بطل المجموعة الرابعة الأوروبية  | 10 أكتوبر 2009 | 172                 | 15                | بطل (1954, 1974, 1990)                 | 5             |
| الدنمارك         | بطل المجموعة الأولى الأوروبية   | 10 أكتوبر 2009 | 4                   | 1 (الأخيرة: 2002) | الدور الربع النهائي (1998)             | 27            |
| صربيا            | بطل المجموعة السابعة الأوروبية  | 10 أكتوبر 2009 | 113                 | 2                 | المركز الرابع (19305, 1962)            | 20            |
| إيطاليا          | بطل المجموعة الثامنة الأوروبية  | 10 أكتوبر 2009 | 17                  | 13                | بطل (1934, 1938, 1982, 2006)           | 4             |
| سويسرا           | بطل المجموعة الثانية الأوروبية  | 14 أكتوبر 2009 | 9                   | 2                 | الدور الربع النهائي (1934, 1938, 1954) | 13            |
| سلوفاكيا         | بطل المجموعة الثالثة الأوروبية  | 14 أكتوبر 2009 | 94                  | 1 (الأخيرة: 1990) | وصيف (1934, 1962)                      | 33            |
| اليونان          | فائز في الملحق الأوروبي         | 18 نوفمبر 2009 | 2                   | 1 (الأخيرة: 1994) | الدور الأول (1994)                     | 16            |
| سلوفينيا         | فائز في الملحق الأوروبي         | 18 نوفمبر 2009 | 2                   | 1 (الأخيرة: 2002) | الدور الأول (2002)                     | 49            |
| البرتغال         | فائز في الملحق الأوروبي         | 18 نوفمبر 2009 | 5                   | 3                 | المركز الثالث (1966)                   | 10            |
| فرنسا            | فائز في الملحق الأوروبي         | 18 نوفمبر 2009 | 13                  | 4                 | بطل (1998)                             | 9             |

1.^التصنيف حسب 16 أكتوبر 2009 والتي تم اعتمادها في قرعة نهائيات البطولة .
2.^من سنة 1951 إلى سنة 1990 كان منتخب ألمانيا يعرف باسم ألمانيا الغربية عندما كان منفصلا عن ألمانيا الشرقية .
3.^تنافس من 1930 إلى 1938 باسم منتخب مملكة يوغوسلافيا ، من 1950 إلى 1990 منتخب اتحاد يوغوسلافيا ، من 1992 إلى 1998 منتخب يوغوسلافيا ، من 1998 إلى 2006 منتخب صربيا والجبل الأسود ، من 2006 منتخب صربيا .
4.^شارك باسم منتخب تشيكوسلوفاكيا من 1934 إلى 1990 ثم ظهر اسم منتخب سلوفاكيا .
5.^لم يكن يوجد في نظام البطولة مباراة لتحديد صاحب المركز الثالث وبعد توقف مسيرة منتخب الولايات المتحدة ويوغوسلافيا عند الدور النصف النهائي فإن الاتحاد الدولي لكرة القدم يعتبر مركزيهما هو الثالث والرابع على التوالي .

## التصفيات
بدأت مباريات التصفيات في أغسطس 2007 وانتهت في نوفمبر 2009 . تم إجراء قرعة مبدئية للأدوار الأولى في أوقيانوسيا ، آسيا ، وأفريقيا في مدينة زيوريخ السويسرية في 28 مايو 2007 . قرعة تصفيات أوقيانوسيا أجريت في مدينة أوكلاند النيوزيلندية في شهر يونيو بينما تم الإعلان عن قرعة تصفيات آسيا وأفريقيا في شهر أغسطس .
القرعة الرئيسية لتصفيات البطولة أقيمت في مدينة ديربان الجنوب الأفريقية في 25 نوفمبر 2007 . خرج 34 منتخب قبل إجراء عملية القرعة الرسمية : 6 منتخبات من أوقيانوسيا ، 5 منتخبات من أفريقيا ، و23 منتخب من آسيا كما أن تصفيات أمريكا الجنوبية قد بدأت من دون الحاجة إلى قرعة لأنها تلعب بطريقة الدوري الكامل بين المنتخبات العشر كما حدث في تصفيات كأس العالم 2006 . كما أن المنتخبات الأربعة التي شاركت في الدور الثاني من تصفيات أوقيانوسيا لم تكن بحاجة إلى قرعة لأنه تم بطريقة الدوري الكامل فيما بينهم . وبالتالي فإن القرعة التي أجريت في 25 نوفمبر ضمت 156 منتخب من أصل 205 منتخبات قسمت حسب التالي : 53 منتخب في أوروبا ، 48 منتخب في أفريقيا ، 20 منتخب من آسيا ، 35 منتخب من أمريكا الشمالية .
- أوروبا (الاتحاد الأوروبي) - 13 مقعداً: تقسم المنتخبات المشاركة إلى 9 مجموعات، أبطالها يتأهلون مباشرة إلى كأس العالم. بينما أفضل ثمانية منتخبات أصحاب المركز الثاني سوف تخوض الدور الثاني. الفرق الثمانية ستوزع على 4 مواجهات ذهاب وإياب، المنتخبات الأربعة الفائزة ستتأهل إلى كأس العالم.
- آسيا (الاتحاد الآسيوي) - 4 مقاعد ونصف: بحيث يتأهل بطل المجموعة ووصيفها مباشرة إلى كأس العالم، بينما يلعب ثالث المجموعة مع ثالث المجموعة الأخرى في مباراتين، الفائز منها يواجه خامس الترتيب في قارة أمريكا الجنوبية.
- أمريكا الجنوبية (اتحاد أمريكا الجنوبية) - 4 مقاعد مضمونة ونصف: تلعب المنتخبات العشرة في مجموعة واحدة بحيث تتأهل المنتخبات الأربعة الأوائل مباشرة إلى كأس العالم، بينما ينافس المركز الخامس على التأهل عندما يواجه المتأهل من الملحق الآسيوي. بينما تأهلت البرازيل مباشرة بكونها الدولة المستضيفة.
- أفريقيا (الاتحاد الإفريقي) - 5 مقاعد: تقسم الفرق على 5 مجموعات، بحيث يتأهل بطل ووصيف المجموعة للدور المقبل. المنتخبات العشرة المتأهلة سوف ستوضع في 5 مواجهات ذهاب-و-إياب الفائز من كل مواجهة سيتأهل مباشرة لكأس العالم.
- أمريكا الشمالية والوسطى والكاريبي (اتحاد أمريكا الشمالية): 3 مقاعد ونصف: تقسم المنتخبات إلى 3 مجموعات يتأهل بطل ووصيف المجموعة إلى الدور المقبل. بحيث تشارك جميعها في مجموعة واحدة، يتأهل أصحاب المراكز الثلاثة الأولى مباشرة لكأس العالم بينما يلعب صاحب المركز الرابع مباراة الملحق مع المتأهل من تصفيات قارة أوقيانوسيا.
- أوقيانوسيا (اتحاد أوقيانوسيا) - نصف مقعد: حيث يلعب بطل تصفيات قارة أوقيانوسيا مع رابع الترتيب في تصفيات قارة أمريكا الشمالية والوسطى والكاريبي.

| الاتحاد القاري  | عدد المنتخبات المشاركة | عدد المنتخبات غير متأهلة | عدد المنتخبات المتأهلة | تاريخ نهاية التصفيات |
| --------------- | ---------------------- | ------------------------ | ---------------------- | -------------------- |
| أوروبا          | 53                     | 40                       | 13                     | 18 نوفمبر 2009       |
| أفريقيا         | 52+1                   | 47                       | 5+1                    | 18 نوفمبر 2009       |
| أمريكا الشمالية | 35                     | 32                       | 3                      | 18 نوفمبر 2009       |
| أمريكا الجنوبية | 10                     | 5                        | 5                      | 18 نوفمبر 2009       |
| آسيا            | 43                     | 39                       | 4                      | 14 نوفمبر 2009       |
| أوقيانوسيا      | 10                     | 9                        | 1                      | 14 نوفمبر 2009       |
| المجموع         | 203+1                  | 172                      | 31+1                   | 18 نوفمبر 2009       |

### حسم التعادل
حسب قوانين الاتحاد الدولي لكرة القدم فإن حسم ترتيب المراكز عند التساوي في عدد النقاط يكون حسب التالي :
1. فارق الأهداف في كامل مباريات المجموعة .
2. الأهداف المسجلة لصالحه في المجموعة بالكامل .
3. النقاط الحاصل عليها من المواجهة بين المنتخبين أو المنتخبات .
4. فارق الأهداف في مواجهتي المنتخبين أو مواجهة المنتخبات .
5. الأهداف المسجلة لصالحه في المواجهة بينهما أو بينهم .
6. قرعة أو إقامة مباراة قاصلة لو وافق الاتحاد الدولي لكرة القدم .

تم عكس القوانين التي كانت متبعة في تصفيات كأس العالم 2006 عندما كان يتم الاحتكام أو لمواجهة المنتخبين أو المنتخبات فيما بينهما ثم لكامل المجموعة .

## مجموعات التصفيات

### أفريقيا
(53 منتخب يتنافس على 5 بطاقات علما بأن جنوب أفريقيا حصل على البطاقة السادسة) 

بدأت تصفيات أفريقيا بدور أول أقيم في الفترة من 13 أكتوبر إلى 17 نوفمبر 2007 من أجل تقليص عدد المنتخبات إلى 48 منتخب تم توزيعهم على 12 مجموعة تضم كل منها 4 منتخبات وقد تم إجراء القرعة في مدينة ديربان في نوفمبر 2007 . 

متصدرو المجموعات الإثني عشر بالإضافة إلى أفضل 8 منتخبات احتلت المركز الثاني تأهلوا إلى الدور الثالث . عملية التأهل تعقدت لأن مجموعتين ضمت 3 منتخبات فقط بسبب الانسحاب (إرتيريا) والاستبعاد (إثيوبيا) . نتيجة لذلك تم حذف نتائج أصحاب المركز الثاني مع أصحاب المركز الرابع لتحقيق مبدأ العدالة . 

المنتخبات العشرين المتأهلة إلى الدور الثالث تم توزيعها على خمس مجموعات تضم كل منها 4 منتخبات حيث تم إجراء القرعة في 22 أكتوبر 2008 في زيوريخ . متصدرو هذه المجموعات تأهلوا إلى بطولة كأس العالم . 

تم دمج تصفيات كأس العالم مع تصفيات كأس الأمم الأفريقية . نتيجة لذلك فقد شارك جنوب أفريقيا في التصفيات من أجل التنافس للتأهل إلى بطولة كأس الأمم الأفريقية للمرة الأولى منذ تصفيات بطولة كأس العالم 1934 . 

كان من المقرر عند تأهل جنوب أفريقيا إلى الدور الثالث أن لا تحتسب مبارياته من ضمن التصفيات ولكن لحسن الحظ فقد خرج من الدور الثاني .
| معاني الألوان                                                     |
| ----------------------------------------------------------------- |
| منتخبات تأهلت إلى بطولة كأس العالم وبطولة كأس الأمم الأفريقية معا |
| منتخبات تأهلت إلى بطولة كأس الأمم الأفريقية                       |

#### الدور النهائي (الدور الثالث)
| \| فريق- ع - ن - ت \| نفاط \| لعب \| \| --------------- \| ---- \| --- \| \| الكاميرون \| 13 \| 6 \| \| الغابون \| 9 \| 6 \| \| توغو \| 8 \| 6 \| \| المغرب \| 3 \| 6 \| |      |     |
| فريق | نفاط | لعب |
| الكاميرون | 13   | 6   |
| الغابون | 9    | 6   |
| توغو | 8    | 6   |
| المغرب | 3    | 6   |

| فريق      | نفاط | لعب |
| --------- | ---- | --- |
| الكاميرون | 13   | 6   |
| الغابون   | 9    | 6   |
| توغو      | 8    | 6   |
| المغرب    | 3    | 6   |

| \| فريق- ع - ن - ت \| نفاط \| لعب \| \| --------------- \| ---- \| --- \| \| نيجيريا \| 12 \| 6 \| \| تونس \| 11 \| 6 \| \| موزمبيق \| 7 \| 6 \| \| كينيا \| 3 \| 6 \| |      |     |
| فريق | نفاط | لعب |
| نيجيريا | 12   | 6   |
| تونس | 11   | 6   |
| موزمبيق | 7    | 6   |
| كينيا | 3    | 6   |

| فريق    | نفاط | لعب |
| ------- | ---- | --- |
| نيجيريا | 12   | 6   |
| تونس    | 11   | 6   |
| موزمبيق | 7    | 6   |
| كينيا   | 3    | 6   |

| \| فريق- ع - ن - ت \| نفاط \| لعب \| \| --------------- \| ---- \| --- \| \| الجزائر \| 13 \| 6 \| \| مصر \| 13 \| 6 \| \| زامبيا \| 5 \| 6 \| \| رواندا \| 2 \| 6 \| |      |     |
| فريق | نفاط | لعب |
| الجزائر | 13   | 6   |
| مصر | 13   | 6   |
| زامبيا | 5    | 6   |
| رواندا | 2    | 6   |

| فريق    | نفاط | لعب |
| ------- | ---- | --- |
| الجزائر | 13   | 6   |
| مصر     | 13   | 6   |
| زامبيا  | 5    | 6   |
| رواندا  | 2    | 6   |

| \| فريق- ع - ن - ت \| نفاط \| لعب \| \| --------------- \| ---- \| --- \| \| غانا \| 13 \| 6 \| \| بنين \| 10 \| 6 \| \| مالي \| 9 \| 6 \| \| السودان \| 1 \| 6 \| |      |     |
| فريق | نفاط | لعب |
| غانا | 13   | 6   |
| بنين | 10   | 6   |
| مالي | 9    | 6   |
| السودان | 1    | 6   |

| فريق    | نفاط | لعب |
| ------- | ---- | --- |
| غانا    | 13   | 6   |
| بنين    | 10   | 6   |
| مالي    | 9    | 6   |
| السودان | 1    | 6   |

| \| فريق- ع - ن - ت \| نفاط \| لعب \| \| ----------------------------------- \| ---- \| --- \| \| ساحل العاج \| 16 \| 6 \| \| بوركينا فاسو \| 12 \| 6 \| \| مالاوي \| 4 \| 6 \| \| قالب:بيانات بلد واجهة مستخدم رسومية \| 3 \| 6 \| |      |     |
| فريق | نفاط | لعب |
| ساحل العاج | 16   | 6   |
| بوركينا فاسو | 12   | 6   |
| مالاوي | 4    | 6   |
| قالب:بيانات بلد واجهة مستخدم رسومية | 3    | 6   |

| فريق                                | نفاط | لعب |
| ----------------------------------- | ---- | --- |
| ساحل العاج                          | 16   | 6   |
| بوركينا فاسو                        | 12   | 6   |
| مالاوي                              | 4    | 6   |
| قالب:بيانات بلد واجهة مستخدم رسومية | 3    | 6   |

في المجموعة الثالثة أنهى الجزائر ومصر مبارياتهما بالتساوي في جميع حالات حسم التعادل في عدد النقاط مما جعل الاتحاد الدولي لكرة القدم يقرر إقامة مباراة فاصلة بينهما في السودان في 18 نوفمبر 2009 وانتهت المباراة بفوز الجزائر 1-0 .

### آسيا
(43 منتخب يتنافسون على 4 أو 5 بطاقات منها 4 مباشرة والخامسة في مواجهة بطل تصفيات أوقيانوسيا) 

تم لعب دور أول وثاني من أكتوبر إلى نوفمبر 2007 من أجل تقليص عدد المتنافسين من 43 إلى 20 منتخب للمشاركة في الدور الثالث الذي تم إجراء قرعته في مدينة ديربان في 27 نوفمبر 2007 . 

في الدور الثالث تم توزيع المنتخبات العشرين على 5 مجموعات تضم كل منها 4 منتخبات بحيث يلعبون من فبراير إلى يونيو 2008 حيث يتأهل أصحاب المركز الأول والثاني إلى الدور الرابع . تم توزيع المنتخبات العشر في الدور الرابع على مجموعتين تضم كل منها 5 منتخبات حيث لعبت المباريات من سبتمبر 2008 إلى يونيو 2009 على أن يتأهل أصحاب المركزين الأول والثاني مباشرة إلى البطولة بينها يتأهل صاحبي المركز الثالث إلى الدور الخامس من أجل مواجهة بعضهما في مباراتي ذهاب وإياب والفائز في مجموع المباراتين يتأهل إلى ملاقاة بطل تصفيات أوقيانوسيا في مباراتي ذهاب وإياب في أكتوبر ونوفمبر 2009 . 

| معاني الألوان                             |
| ----------------------------------------- |
| منتخبات تأهلت مباشرة إلى بطولة كأس العالم |
| منتخبات تأهلت إلى الدور الخامس            |

#### الدور النهائي (الدور الرابع
| المجموعة الأولى | المباريات | W | D | L | GF | GA | GD  | النقاط |
| --------------- | --------- | - | - | - | -- | -- | --- | ------ |
| أستراليا        | 8         | 6 | 2 | 0 | 12 | 1  | +11 | 20     |
| اليابان         | 8         | 4 | 3 | 1 | 11 | 6  | +5  | 15     |
| البحرين         | 8         | 3 | 1 | 4 | 6  | 8  | −2  | 10     |
| قطر             | 8         | 1 | 3 | 4 | 5  | 14 | −9  | 6      |
| أوزبكستان       | 8         | 1 | 1 | 6 | 5  | 10 | −5  | 4      |

| المجموعة الثانية         | المباريات | W | D | L | GF | GA | GD  | النقاط |
| ------------------------ | --------- | - | - | - | -- | -- | --- | ------ |
| كوريا الجنوبية           | 8         | 4 | 4 | 0 | 12 | 4  | +8  | 16     |
| كوريا الشمالية           | 8         | 3 | 3 | 2 | 7  | 5  | +2  | 12     |
| السعودية                 | 8         | 3 | 3 | 2 | 8  | 8  | 0   | 12     |
| إيران                    | 8         | 2 | 5 | 1 | 8  | 7  | +1  | 11     |
| الإمارات العربية المتحدة | 8         | 0 | 1 | 7 | 6  | 17 | −11 | 1      |

#### الدور الخامس (الملحق الآسيوي)
| الفريق الأول | إجم.              | الفريق الثاني | مباراة الذهاب | مباراة الإياب |
| ------------ | ----------------- | ------------- | ------------- | ------------- |
| البحرين      | (هدف اعتباري) 2–2 | السعودية      | 0–0           | 2–2           |

صار مجموع المباراتين 2-2 ولكن منتخب البحرين تأهل إلى الملحق القاري لمالاقاة منتخب نيوزيلندا بطل تصفيات أوقيانوسيا بفضل الهدف الاعتباري .

### أوروبا
(53 منتخب يتنافسون على 13 بطاقة) 

بدأت تصفيات أوروبا في أغسطس 2008 بعد نهاية كأس الأمم الأوروبية لكرة القدم 2008 . تم توزيع المنتخبات على 8 مجموعات تضم 6 منتخبات ومجموعة واحدة تضم 5 منتخبات . في النهاية تأهل مباشرة أصحاب المركز الأول في المجموعات التسع بينما انتقل أفضل 8 منتخبات احتلت المركز الثاني إلى الدور الثاني حيث تواجهوا بطريقة ثنائية ذهاب وإياب والفائز يحجز بطاقة للبطولة . من أجل تحديد أفضل المنتخبات التي احتلت المركز الثاني تم حذف نتائجها مع صاحب المركز السادس . 

الدور الأول انتهى في 14 أكتوبر 2009 . قرعة الدور الثاني أجريت في زيوريخ 19 أكتوبر حيث تم تحديد 14 و 18 نوفمبر لانعقاد المباريات .
| معاني الألوان                             |
| ----------------------------------------- |
| منتخبات تأهلت مباشرة إلى بطولة كأس العالم |
| منتخبات تأهلت إلى الدور الثاني            |

#### الدور النهائي (الدور الأول)
| المجموعة الأولى | لعب | فاز | تعادل | خسر | له | عليه | ف.أ | نقاط |
| --------------- | --- | --- | ----- | --- | -- | ---- | --- | ---- |
| الدنمارك        | 10  | 6   | 3     | 1   | 16 | 5    | +11 | 21   |
| البرتغال        | 10  | 5   | 4     | 1   | 17 | 5    | +12 | 19   |
| السويد          | 10  | 5   | 3     | 2   | 13 | 5    | +8  | 18   |
| المجر           | 10  | 5   | 1     | 4   | 10 | 8    | +2  | 16   |
| ألبانيا         | 10  | 1   | 4     | 5   | 6  | 13   | −7  | 7    |
| مالطا           | 10  | 0   | 1     | 9   | 0  | 26   | −26 | 1    |

| المجموعة الثانية | لعب | فاز | تعادل | خسر | له | عليه | ف.أ | نقاط |
| ---------------- | --- | --- | ----- | --- | -- | ---- | --- | ---- |
| سويسرا           | 10  | 6   | 3     | 1   | 18 | 8    | +10 | 21   |
| اليونان          | 10  | 6   | 2     | 2   | 20 | 10   | +10 | 20   |
| لاتفيا           | 10  | 5   | 2     | 3   | 18 | 15   | +3  | 17   |
| إسرائيل          | 10  | 4   | 4     | 2   | 20 | 10   | +10 | 16   |
| لوكسمبورغ        | 10  | 1   | 2     | 7   | 4  | 25   | −21 | 5    |
| مولدوفا          | 10  | 0   | 3     | 7   | 6  | 18   | −12 | 3    |

| المجموعة الثالثة | لعب | فاز | تعادل | خسر | له | عليه | ف.أ | نقاط |
| ---------------- | --- | --- | ----- | --- | -- | ---- | --- | ---- |
| سلوفاكيا         | 10  | 7   | 1     | 2   | 22 | 10   | +12 | 22   |
| سلوفينيا         | 10  | 6   | 2     | 2   | 18 | 4    | +14 | 20   |
| جمهورية التشيك   | 10  | 4   | 4     | 2   | 17 | 6    | +11 | 16   |
| أيرلندا الشمالية | 10  | 4   | 3     | 3   | 13 | 9    | +4  | 15   |
| بولندا           | 10  | 3   | 2     | 5   | 19 | 14   | +5  | 11   |
| سان مارينو       | 10  | 0   | 0     | 10  | 1  | 47   | −46 | 0    |

| المجموعة الرابعة | لعب | فاز | تعادل | خسر | له | عليه | ف.أ | نقاط |
| ---------------- | --- | --- | ----- | --- | -- | ---- | --- | ---- |
| ألمانيا          | 10  | 8   | 2     | 0   | 26 | 5    | +21 | 26   |
| روسيا            | 10  | 7   | 1     | 2   | 19 | 6    | +13 | 22   |
| فنلندا           | 10  | 5   | 3     | 2   | 14 | 14   | 0   | 18   |
| ويلز             | 10  | 4   | 0     | 6   | 9  | 12   | −3  | 12   |
| أذربيجان         | 10  | 1   | 2     | 7   | 4  | 14   | −10 | 5    |
| ليختنشتاين       | 10  | 0   | 2     | 8   | 2  | 23   | −21 | 2    |

| المجموعة الخامسة | لعب | فاز | تعادل | خسر | له | عليه | ف.أ | نقاط |
| ---------------- | --- | --- | ----- | --- | -- | ---- | --- | ---- |
| إسبانيا          | 10  | 10  | 0     | 0   | 28 | 5    | +23 | 30   |
| البوسنة والهرسك  | 10  | 6   | 1     | 3   | 25 | 13   | +12 | 19   |
| تركيا            | 10  | 4   | 3     | 3   | 13 | 10   | +3  | 15   |
| بلجيكا           | 10  | 3   | 1     | 6   | 13 | 20   | −7  | 10   |
| إستونيا          | 10  | 2   | 2     | 6   | 9  | 24   | −15 | 8    |
| أرمينيا          | 10  | 1   | 1     | 8   | 6  | 22   | −16 | 4    |

| المجموعة السادسة | لعب | فاز | تعادل | خسر | له | عليه | ف.أ | نقاط |
| ---------------- | --- | --- | ----- | --- | -- | ---- | --- | ---- |
| إنجلترا          | 10  | 9   | 0     | 1   | 34 | 6    | +28 | 27   |
| أوكرانيا         | 10  | 6   | 3     | 1   | 21 | 6    | +15 | 21   |
| كرواتيا          | 10  | 6   | 2     | 2   | 19 | 13   | +6  | 20   |
| بيلاروس          | 10  | 4   | 1     | 5   | 19 | 14   | +5  | 13   |
| كازاخستان        | 10  | 2   | 0     | 8   | 11 | 29   | −18 | 6    |
| أندورا           | 10  | 0   | 0     | 10  | 3  | 39   | −36 | 0    |

| المجموعة السابعة | لعب | فاز | تعادل | خسر | له | عليه | ف.أ | نقاط |
| ---------------- | --- | --- | ----- | --- | -- | ---- | --- | ---- |
| صربيا            | 10  | 7   | 1     | 2   | 22 | 8    | +14 | 22   |
| فرنسا            | 10  | 6   | 3     | 1   | 18 | 9    | +9  | 21   |
| النمسا           | 10  | 4   | 2     | 4   | 14 | 15   | −1  | 14   |
| ليتوانيا         | 10  | 4   | 0     | 6   | 10 | 11   | −1  | 12   |
| رومانيا          | 10  | 3   | 3     | 4   | 12 | 18   | −6  | 12   |
| جزر فارو         | 10  | 1   | 1     | 8   | 5  | 20   | −15 | 4    |

| المجموعة الثامنة | لعب | فاز | تعادل | خسر | له | عليه | ف.أ | نقاط |
| ---------------- | --- | --- | ----- | --- | -- | ---- | --- | ---- |
| إيطاليا          | 10  | 7   | 3     | 0   | 18 | 7    | +11 | 24   |
| جمهورية أيرلندا  | 10  | 4   | 6     | 0   | 12 | 8    | +4  | 18   |
| بلغاريا          | 10  | 3   | 5     | 2   | 17 | 13   | +4  | 14   |
| قبرص             | 10  | 2   | 3     | 5   | 14 | 16   | −2  | 9    |
| الجبل الأسود     | 10  | 1   | 6     | 3   | 9  | 14   | −5  | 9    |
| جورجيا           | 10  | 0   | 3     | 7   | 7  | 19   | −12 | 3    |

| المجموعة التاسعة | لعب | فاز | تعادل | خسر | له | عليه | ف.أ | نقاط |
| ---------------- | --- | --- | ----- | --- | -- | ---- | --- | ---- |
| هولندا           | 8   | 8   | 0     | 0   | 17 | 2    | +15 | 24   |
| النرويج          | 8   | 2   | 4     | 2   | 9  | 7    | +2  | 10   |
| إسكتلندا         | 8   | 3   | 1     | 4   | 6  | 11   | −5  | 10   |
| مقدونيا          | 8   | 2   | 1     | 5   | 5  | 11   | −6  | 7    |
| آيسلندا          | 8   | 1   | 2     | 5   | 7  | 13   | −6  | 5    |

#### الدور الثاني
تنافس 8 منتخبات في الدور الثاني . من أجل احقاق العدل تم حذف نتائج أصحاب المركز الثاني مع أصحاب المركز السادس .
| معاني الألوان                  |
| ------------------------------ |
| منتخبات تأهلت إلى الدور الثاني |

| المجموعة | المنتخب         | لعب | فاز | تعادل | خسر | له | عليه | ف.أ | نقاط |
| -------- | --------------- | --- | --- | ----- | --- | -- | ---- | --- | ---- |
| 4        | روسيا           |     | 5   | 1     | 2   | 15 | 6    | +9  | 16   |
| 2        | اليونان         |     | 5   | 1     | 2   | 16 | 9    | +7  | 16   |
| 6        | أوكرانيا        |     | 4   | 3     | 1   | 10 | 6    | +4  | 15   |
| 7        | فرنسا           |     | 4   | 3     | 1   | 12 | 9    | +3  | 15   |
| 3        | سلوفينيا        |     | 4   | 2     | 2   | 10 | 4    | +6  | 14   |
| 5        | البوسنة والهرسك |     | 4   | 1     | 3   | 19 | 12   | +7  | 13   |
| 1        | البرتغال        |     | 3   | 4     | 1   | 9  | 5    | +4  | 13   |
| 8        | جمهورية أيرلندا |     | 2   | 6     | 0   | 8  | 6    | +2  | 12   |
| 9        | النرويج         |     | 2   | 4     | 2   | 9  | 7    | +2  | 10   |

عقدت قرعة الدور الثاني في زيوريخ 19 أكتوبر ولعبت المباريات في 14 و 18 نوفمبر 2009 . تم توزيع المنتخبات إلى فئتين حسب تصنيف الفيفا العالمي للمنتخبات الصادر في 16 أكتوبر . تضم الفئة الأولى أفضل 4 منتخبات بينما تضم الفئة اثانية الأسوأ وتم اختيار منتخب من الفئة الأولى لمواجهة منتخب من الفئة الثانية .
| الفريق الأول    | إجم.              | الفريق الثاني   | مباراة الذهاب | مباراة الإياب   |
| --------------- | ----------------- | --------------- | ------------- | --------------- |
| جمهورية أيرلندا | 1–2               | فرنسا           | 0–1           | 1–1 (وقت إضافي) |
| البرتغال        | 2–0               | البوسنة والهرسك | 1–0           | 1–0             |
| اليونان         | 1–0               | أوكرانيا        | 0–0           | 1–0             |
| روسيا           | 2–2 (هدف اعتباري) | سلوفينيا        | 2–1           | 0–1             |

تأهلت منتخبات البرتغال ، سلوفينيا ، اليونان ، و فرنسا إلى بطولة كأس العالم .

### أمريكا الشمالية
(35 منتخب يتنافسون على 3 بطاقات مباشرة وبطاقة واحدة عبر الملحق القاري) 

طريقة لعب تصفيات أمريكا الشمالية كانت مثل ما حدث في التصفيات السابقة باستثناء وحيد هو مشاركة منتخب بورتوريكو ، إقامة 11 مباراة في الدورؤ الأول بدلا من 10 مباريات ، و13 منتخب تأهلوا مباشرة إلى الدور الثاني بدلا من 14 منتخب في النسخة السابقة . تم لعب مباريات الدور الأول والثاني في النصف الأول من سنة 2008 حيث تم تقليص عدد المنتخبات من 35 إلى 24 إلى 12 منتخب فقط . في الدور الثالث تم توزيع المنتخبات الإثني عشر على 3 مجموعات تتكون من 4 منتخبات وأقيمت المباريات في الفترة من أغسطس إلى نوفمبر 2008 حيث تأهل صاحبي المركزين الأول والثاني إلى الدور الرابع الذي أقيمت بنظام الدوري الكامل بين المنتخبات الستة في سنة 2009 . المنتخبات التي احتلت المراكز الثلاث الأولى تأهلت مباشرة إلى بطولة كأس العالم بينما انتقل صاحب المركز الرابع إلى الملحق القاري لملاقاة صاحب المركز الخامس في تصفيات أمريكا الجنوبية .
| معاني الألوان                             |
| ----------------------------------------- |
| منتخبات تأهلت مباشرة إلى بطولة كأس العالم |
| منتخبات تأهلت إلى الملحق القاري           |

#### الدور النهائي (الدور الرابع)
| المنتخب          | لعب | فاز | تعادل | خسر | له | عليه | ف.أ | نقاط |
| ---------------- | --- | --- | ----- | --- | -- | ---- | --- | ---- |
| الولايات المتحدة | 10  | 6   | 2     | 2   | 19 | 13   | +6  | 20   |
| المكسيك          | 10  | 6   | 1     | 3   | 18 | 12   | +6  | 19   |
| هندوراس          | 10  | 5   | 1     | 4   | 17 | 11   | +6  | 16   |
| كوستاريكا        | 10  | 5   | 1     | 4   | 15 | 15   | 0   | 16   |
| السلفادور        | 10  | 2   | 2     | 6   | 9  | 15   | −6  | 8    |
| ترينيداد وتوباغو | 10  | 1   | 3     | 6   | 10 | 22   | −12 | 6    |

بفضل قواعد حسم التعادل فقد تقرر احتلال منتخب هندوراس المركز الثالث وبالتالي التأهل مباشرة إلى بطولة كأس العالم بينما انتقل منتخب كوستاريكا إلى الملحق القاري .

### أوقيانوسيا
(10 منتخبات تنافست على نصف بطاقة لمواجهة صاحب المركز الخامس في تصفيات آسيا) 

بدأت التصفيات من خلال الدور الأول الذي اعتبر هو مسابقة كرة القدم في دورة ألعاب جنوب المحيط الهادي 2007 في أغسطس 2007 . المنتخبات التي احتلت المراكز الثلاث الأولى وهي كاليدونيا الجديدة ، فيجي ، وفانواتو تأهلت إلى الدور الثاني وانضمت إلى منتخب نيوزيلندا في مجموعة ضمت 4 منتخبات لعبت بطريقة الدوري الكامل وهو أيضا اعتبر كأس أوقيانوسيا للمنتخبات 2008 . البطل انتقل إلى الملحق القاري لمواجهة صاحب المركز الخامس في تصفيات آسيا .

#### الدور النهائي (الدور الثاني)
| المنتخب           | لعب | فاز | تعادل | خسر | له | عليه | ف.أ | نقاط |
| ----------------- | --- | --- | ----- | --- | -- | ---- | --- | ---- |
| نيوزيلندا         | 6   | 5   | 0     | 1   | 14 | 5    | +9  | 15   |
| كاليدونيا الجديدة | 6   | 2   | 2     | 2   | 12 | 10   | +2  | 8    |
| فيجي              | 6   | 2   | 1     | 3   | 8  | 11   | −3  | 7    |
| فانواتو           | 6   | 1   | 1     | 4   | 5  | 13   | −8  | 4    |

تأهل منتخب نيوزيلندا لملاقاة صاحب المركز الخامس في تصفيات آسيا منتخب البحرين في الملحق القاري .

### أمريكا الجنوبية
(10 منتخبات تنافست على 4 بطاقات مباشرة وبطاقة واحدة مع صاحب المركز الرابع في تصفيات أمريكا الشمالية) 

تم اقرار طريقة لعب تصفيات أمريكا الجنوبية بطريقة الدوري الكامل بين جميع المنتخبات العشرة حيث لعبوا من أكتوبر 2007 إلى أكتوبر 2009 وهو ما حدث كذلك في تصفيات 2006 . من أجل تقليل سفر اللاعبين المحترفين في الدول الأوروبية تقرر لعب مباراتين في كل شهر . تأهلت المنتخبات التي احتلت المراكز الأربعة الأولى إلى بطولة كأس العالم بينما انتقل صاحب المركز الخامس إلى الملحق القاري لملاقاة صاحب المركز الرابع في تصفيات أمريكا الشمالية .
| معاني الألوان                             |
| ----------------------------------------- |
| منتخبات تأهلت مباشرة إلى بطولة كأس العالم |
| منتخبات تأهلت إلى الملحق القاري           |

#### الدور النهائي
| المنتخب    | لعب | فاز | تعادل | خسر | له | عليه | ف.أ | نقاط |
| ---------- | --- | --- | ----- | --- | -- | ---- | --- | ---- |
| البرازيل   | 18  | 9   | 7     | 2   | 33 | 11   | +22 | 34   |
| تشيلي      | 18  | 10  | 3     | 5   | 32 | 22   | +10 | 33   |
| باراغواي   | 18  | 10  | 3     | 5   | 24 | 16   | +8  | 33   |
| الأرجنتين  | 18  | 8   | 4     | 6   | 23 | 20   | +3  | 28   |
| الأوروغواي | 18  | 6   | 6     | 6   | 28 | 20   | +8  | 24   |
| الإكوادور  | 18  | 6   | 5     | 7   | 22 | 26   | −4  | 23   |
| كولومبيا   | 18  | 6   | 5     | 7   | 14 | 18   | −4  | 23   |
| فنزويلا    | 18  | 6   | 4     | 8   | 23 | 29   | −6  | 22   |
| بوليفيا    | 18  | 4   | 3     | 11  | 22 | 36   | −14 | 15   |
| بيرو       | 18  | 3   | 4     | 11  | 11 | 34   | −23 | 13   |

## الملحق القاري
تم اقرار مواجهتين في الملحق القاري وهما :
- خامس تصفيات آسيا مع بطل تصفيات أوقيانوسيا
- خامس تصفيات أمريكا الجنوبية مع رابع تصفيات أمريكا الشمالية

تم إجراء قرعة لتحديد صاحب الضيافة في مباراة الذهاب وذلك في العاصمة البهامية ناساو في 2 يونيو 2009 أثناء انهقاد مؤتمر الاتحاد الدولي لكرة القدم .

### خامس آسيا مع بطل أوقيانوسيا
بطل تصفيات أوقيانوسيا سيلعب مباراتي ذهاب وإياب مع صاحب المركز الخامس في تصفيات آسيا . منتخب نيوزيلندا تأهل إلى الملحق القاري بعدما استطاع الفوز ببطولة تصفيات أوقيانوسيا في سبتمبر 2008 بينما تأهل منتخب البحرين بعدما فاز في الدور الخامس في تصفيات آسيا في سبتمبر 2009 . فاز منتخب نيوزيلندا في مجموع المباراتين في 14 نوفمبر 2009 وتأهل إلى بطولة كأس العالم .
| الفريق الأول | إجم. | الفريق الثاني | مباراة الذهاب | مباراة الإياب |
| ------------ | ---- | ------------- | ------------- | ------------- |
| البحرين      | 0–1  | نيوزيلندا     | 0–0           | 0–1           |

### رابع أمريكا الشمالية مع خامس أمريكا الجنوبية
صاحب المركز الرابع في تصفيات أمريكا الشمالية سيلعب مباراتي ذهاب وإياب مع صاحب المركز الخامس في تصفيات أمريكا الجنوبية . منتخب كوستاريكا تأهل إلى الملحق القاري بعدما استطاع تحقيق المركز الرابع في تصفيات أمريكا الشمالية في أكتوبر 2009 بينما تأهل منتخب الأوروغواي بعدما حقق المركز الخامس في تصفيات أمريكا الجنوبية في أكتوبر 2009 . فاز منتخب الأوروغواي في مجموع المباراتين في 18 نوفمبر 2009 وتأهل إلى بطولة كأس العالم .
| الفريق الأول | إجم. | الفريق الثاني | مباراة الذهاب | مباراة الإياب |
| ------------ | ---- | ------------- | ------------- | ------------- |
| كوستاريكا    | 1–2  | الأوروغواي    | 0–1           | 1–1           |

## جدل التصفيات
أحاط الجدل بعض مباريات التصفيات في نوفمبر 2009 . 

في مباراة الإياب من مواجهة منتخب فرنسا ومنتخب أيرلندا في الدور الثاني من تصفيات أوروبا قام قائد منتخب فرنسا تييري هنري من دون أن يشاهده الحكم بلمس الكرة بطريقة غير قانونية أدت إلى تحقيق هدف الفوز والتأهل إلى بطولة كأس العالم . الحادثة أثارت الكثير من المواضيع حول اللعب النظيف وأن الأخلاق يجب أن تكون رياضية في المقام الأول . طالب اتحاد أيرلندا لكرة القدم بإعادة المباراة ولكن الاتحاد الدولي لكرة القدم رفض الطلب . طالب الرأي العام أن يكون منتخب أيرلندا هو المنتخب الثالث والثلاثين في بطولة كأس العالم ولكن اتحاد أيرلندا رفض هذا المقترح . 

اشتكت كوستاريكا حول هدف الفوز لصالح منتخب الأوروغواي في الملحق القاري . 

كما حدق شغب في مباراتي الجزائر ومصر حيث تم قذف الحافلة التي تقل بعئة المنتخب الجزائري بالحجارة في القاهرة بينما تم التحرش بالمشجعين المصريين من قبل الجزائريين في الخرطوم بالسودان . 

نتيجة لذلك تقرر عقد اجتماع في مقر الاتحاد الدولي لكرة القدم في 2 ديسمبر 2009 من أجل استخدام التكنولوجيا وزيادة عدد الحكام وتقرر أن تخضع بطولتي دوري أوروبا و دوري الدرجة الممتازة الجنوب الأفريقي لهذه التجربة .

## ملاحظة
استطاع منتخب إسبانيا وهولندا تحقيق الفوز في جميع مباريتيهما في التصفيات حيث حقق الإسبان عشر انتصارات بينما حقق الهولنديين 8 انتصارات . علما بأن منتخبين سبق لهما تكرار هذا الأمر وهما منتخب ألمانيا الغربية في تصفيات 1982 بتحقيق 8 انتصارات ومنتخب البرازيل في تصفيات 1970 بتحقيق 6 انتصارات .